# Équipe cycliste féminine Movistar
Cet article concerne l'équipe féminine. Pour l'équipe masculine, voir Équipe cycliste masculine Movistar.
Movistar est une équipe cycliste féminine professionnelle espagnole créée en 2018. Elle court avec une licence WorldTeam depuis 2020.

## Histoire

### Saison 2020
Elle accède au statut de WorldTeam, la première division du cyclisme féminin. La formation compte quatre recrues, tandis que Margarita Victoria García, Roxane Fournier et Małgorzata Jasińska la quittent.
Katrine Aalerud remporte le championnat de Norvège du contre-la-montre. Elle est neuvième du Liège-Bastogne-Liège et onzième de la Flèche wallonne. Sheyla Gutiérrez remporte La Périgord Ladies. Paula Patiño est huitième du Tour d'Italie. Katrine Aalerud est cinquante-deuxième du classement UCI et trente-septième du World Tour. Movistar est seizième du premier classement et quatorzième du second.

### Saison 2021

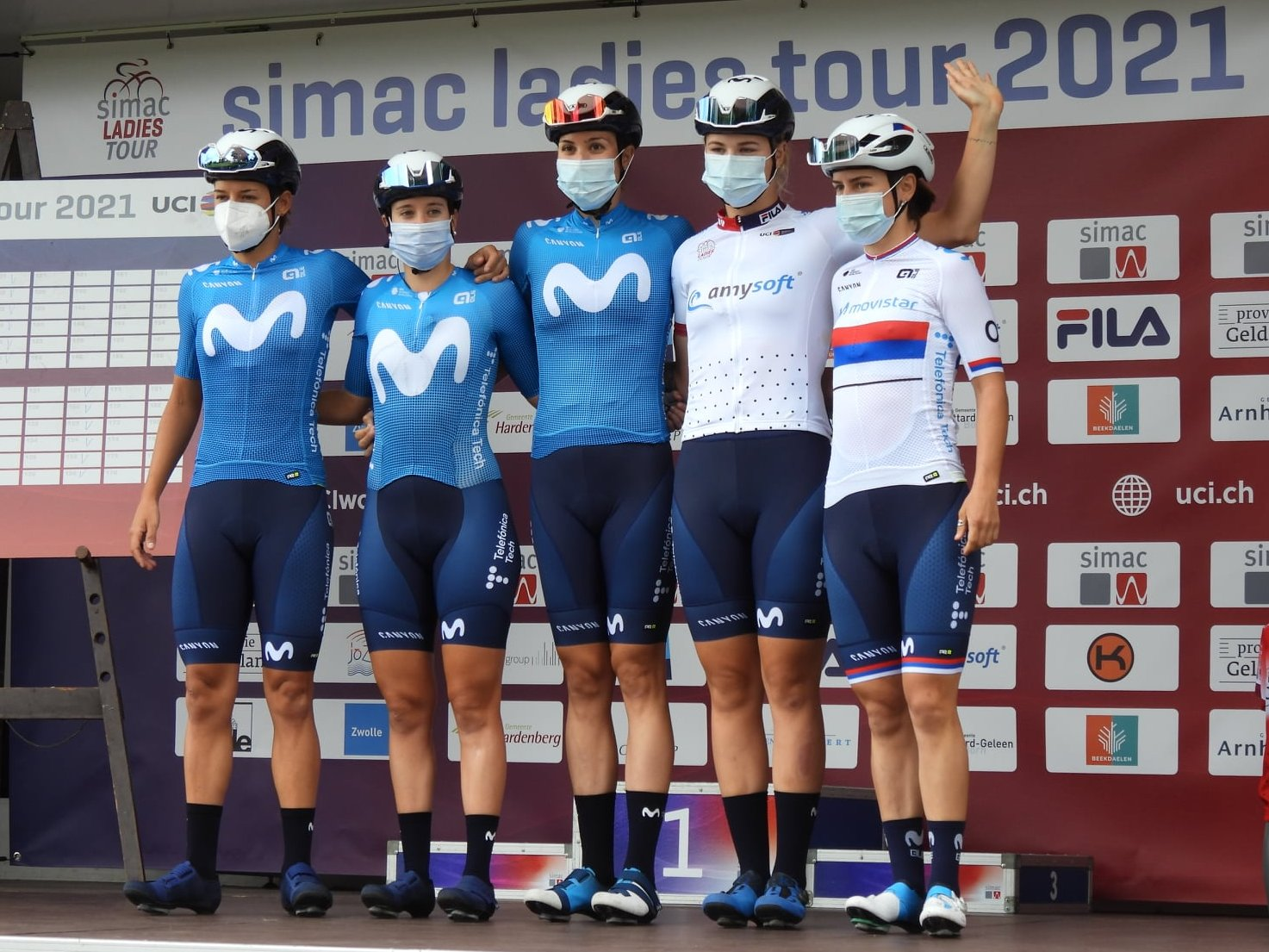
Équipe au Simac Ladies Tour

Elle enregistre trois recrues importantes avec : Annemiek van Vleuten, Emma Norsgaard Jørgensen et Leah Thomas.
Annemiek van Vleuten remporte la semi-classique À travers les Flandres avant de gagner en solitaire le Tour des Flandres. Sur les ardennaises, elle est troisième de l'Amstel Gold Race, quatrième de la Flèche wallonne et deuxième de Liège-Bastogne-Liège. Elle poursuite sa saison en Espagne, où elle gagne la Semaine cycliste valencienne et l'Emakumeen Nafarroako Klasikoa, elle est aussi deuxième du Gran Premio Ciudad de Eibar, de la Durango-Durango Emakumeen Saria et du Tour de Burgos. Elle ne participe pas au Tour d'Italie pour se concentrer sur les Jeux olympiques. Elle est deuxième de la course en ligne puis remporte le titre en contre-la-montre. Elle enchaîne en remportant la Classique de Saint-Sébastien, le Tour de Norvège et le Ceratizit Challenge by La Vuelta. Elle est finalement troisième du championnat du monde du contre-la-montre. Emma Norsgaard Jørgensen s'affirme comme une des meilleures sprinteuses du peloton. Elle est deuxième du Circuit Het Nieuwsblad, puis troisième de l'Healthy Ageing Tour, deuxième des Trois Jours de La Panne. Elle gagne ensuite deux étapes et le classement général du Festival Elsy Jacobs, une étape du Tour de Thuringe et du Tour d'Italie. Elle est également championne du contre-la-montre du Danemark. Leah Thomas gagne le Tour cycliste féminin international de l'Ardèche. Katrine Aalerud est championne de Norvège du contre-la-montre. Annemiek van Vleuten est numéro un mondial et remporte également l'UCI World Tour. Movistar est troisième des deux classements par équipes.

### Saison 2022

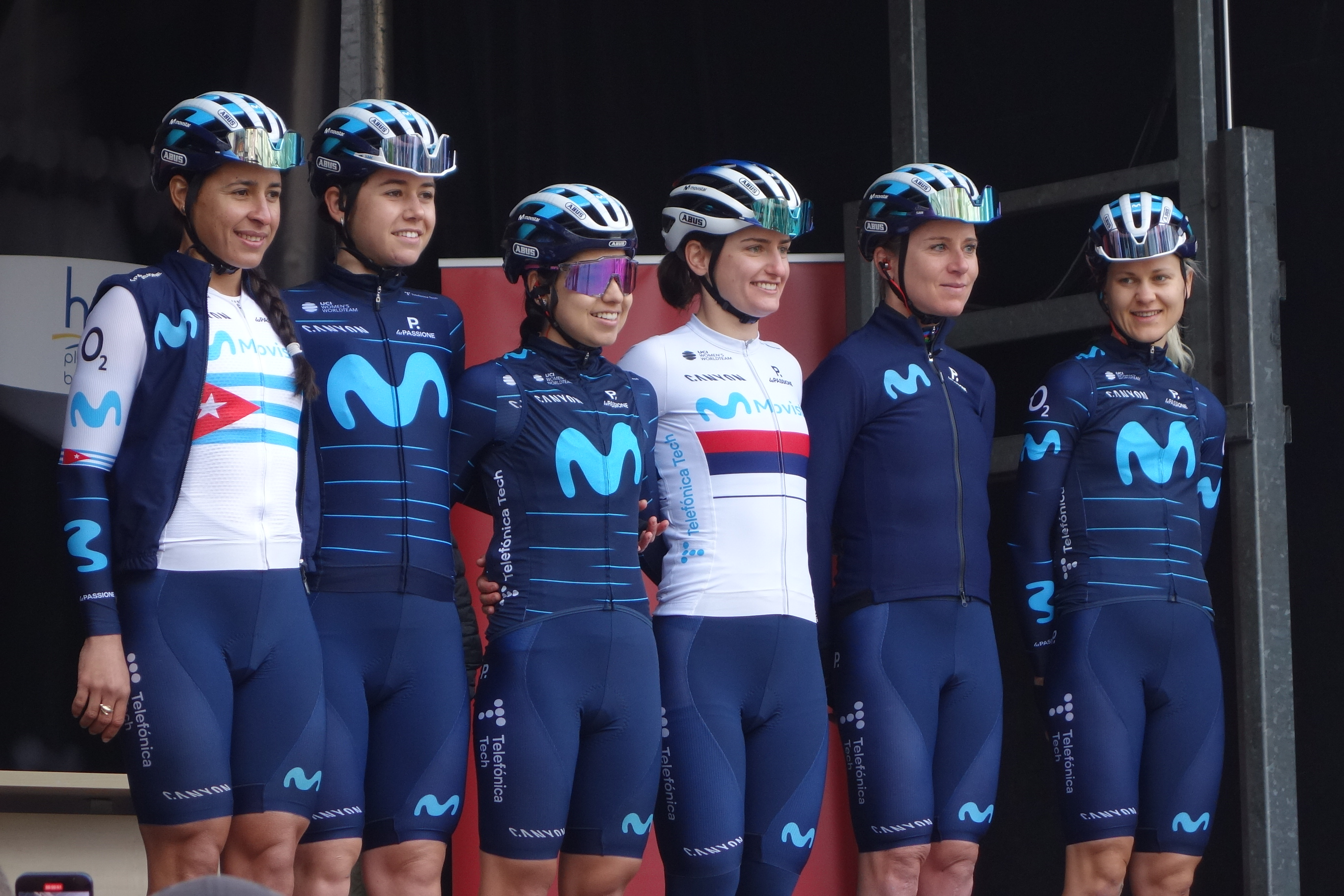
Équipe à la Flèche wallonne

L'effectif est quasiment identique à l'année précédente. La sprinteuse-puncheuse Arlenis Sierra et la spécialiste du contre-la-montre australienne Sarah Gigante rejoignent l'équipe, tandis que Leah Thomas la quitte.
Annemiek van Vleuten domine le cyclisme mondial durant la saison. Elle bat Demi Vollering au sprint pour gagner le Circuit Het Nieuwsblad. Elle est devancée sur les Strade Bianche et au Tour des Flandres par Lotte Kopecky. Elle est aussi deuxième de la Flèche wallonne, avant de s'imposer nettement à Liège-Bastogne-Liège. En juillet, elle gagne le Tour d'Italie et la première édition du Tour de France, à chaque fois avec deux étapes au passage ainsi que le maillot cyclamen en Italie. Elle gagne en septembre le Ceratizit Challenge by La Vuelta. Aux championnats du monde, après une désillusion lors du contre-la-montre individuel et une spectaculaire chute lors du relais mixte avec une fracture du coude au passage, elle gagne la course en ligne contre toute attente avec une attaque surprise sous la flamme rouge. Emma Norsgaard gagne le Samyn des Dames, le championnat du Danemark du contre-la-montre, ainsi que le Kreiz Breizh. Arlenis Sierra gagne deux étapes et le classement général au Tour d'Andalousie, ainsi que le championnat panaméricain. Elle s'impose enfin sur une étape du Tour de Romandie. Jelena Erić gagne une étape du Tour d'Andalousie et le championnat de Serbie sur route. Sheyla Gutiérrez gagne deux étapes du Tour de l'Ardèche. Annemiek van Vleuten remporte le classement UCI et le World Tour. Movistar est cinquième des deux classements par équipes.

### Saison 2023

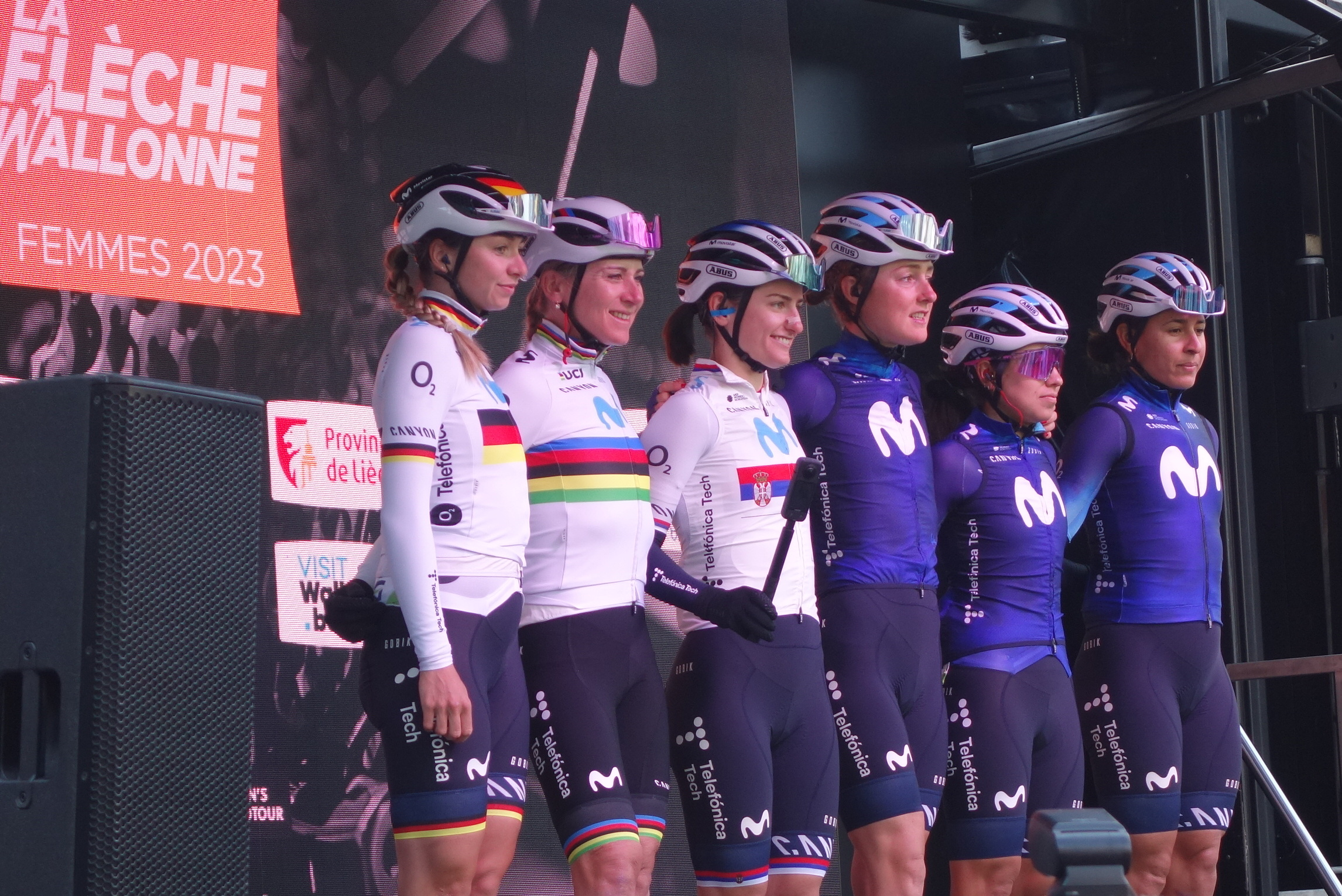
Équipe à la Flèche wallonne

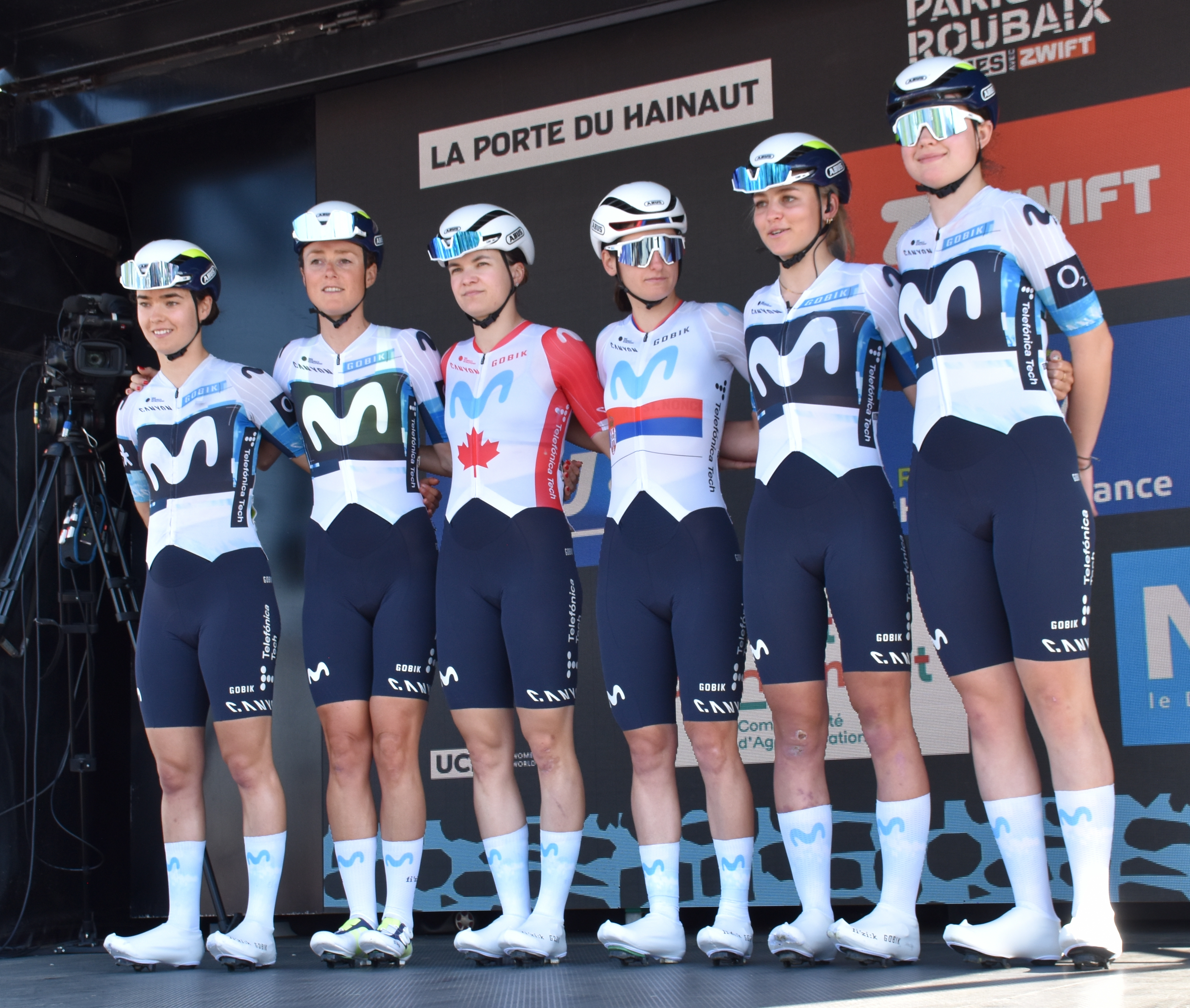
Paris-Roubaix 2025 - Présentation.

La championne d'Allemagne Liane Lippert s'engagne avec l'équipe, tout comme la baroudeuse Floortje Mackaij. Barbara Guarischi quitte l'équipe. Annemiek van Vleuten connaît une campagne de classiques décévante avec pour meilleur résultat une quatrième place aux Strade Bianche. Elle remporte ensuite le Tour d'Espagne, bien qu'une polémique autour de l'attaque décisive dans la sixième étape vienne la tenir quelque peu. Sa victoire sur le Tour d'Italie ne prête à aucune contestation avec trois victoires d'étape et les classements par points et la montagne en plus du général. Elle arrive ainsi en favorite au Tour de France. Elle ne peut néanmoins suivre Demi Vollering dans le Tourmalet. Le contre-la-montre final est une véritable désillusion pour elle, car elle perd sa place sur le podium alors qu'elle pouvait espérer y prendre la deuxième place. Elle finit donc quatrième du classement général. Elle gagne le Tour de Scandinavie avant de prendre sa retraite. Liane Lippert est deuxième de la Flèche wallonne. Elle conserve son titre de championne d'Allemagne, avant de remporter une étape du Tour de France et du Tour de Romandie. En fin d'année, en gagne les Trois vallées varésines. Emma Norsgaard effectue une saison en retrait par rapport aux précédentes. Elle gagne le championnat du contre-la-montre au Danemark et une étape du Tour de France. Katrine Aalerud gagne le Tour d'Andalousie. Jelena Erić conserve ses titres nationaux en Serbie et s'impose dans une étape du Baloise Ladies Tour. Arlenis Sierra est quatrième du Trofeo Alfredo Binda-Comune di Cittiglio et championne de Cuba sur route et en chrono. Annemiek van Vleuten est cinquième du classement UCI et deuxième de l'UCI World Tour. Movistar est sixième du premier classement et cinquième du second.

## Classements UCI
Ce tableau présente les places de l'équipe au classement de l'Union cycliste internationale en fin de saison, ainsi que la meilleure cycliste au classement individuel de chaque saison.
| Classement UCI | Classement UCI         | Classement UCI                              | Classement UCI |
| Année          | Classement par équipes | Meilleure coureuse au classement individuel |                |
| -------------- | ---------------------- | ------------------------------------------- | -------------- |
| 2018           | 10e                    | Małgorzata Jasińska (21e)                   |                |
| 2019           | 13e                    | Mavi García (32e)                           |                |
| 2020           | 16e                    | Katrine Aalerud (52e)                       |                |
| 2021           | 3e                     | Annemiek van Vleuten (1re)                  |                |
| 2022           | 5e                     | Annemiek van Vleuten (1re)                  |                |
| 2023           | 6e                     | Annemiek van Vleuten (5e)                   |                |
| 2024           | 10e                    | Liane Lippert (29e)                         |                |
|                |                        |                                             |                |
| Source : UCI   |                        |                                             |                |

L'équipe participe à l'UCI World Tour féminin. Le tableau ci-dessous présente les classements de l'équipe sur ce circuit, ainsi que sa meilleure coureuse au classement individuel.
| UCI World Tour | UCI World Tour         | UCI World Tour                              | UCI World Tour |
| Année          | Classement par équipes | Meilleure coureuse au classement individuel |                |
| -------------- | ---------------------- | ------------------------------------------- | -------------- |
| 2018           | 12e                    | Małgorzata Jasińska (33e)                   |                |
| 2019           | 14e                    | Mavi García (37e)                           |                |
| 2020           | 14e                    | Katrine Aalerud (37e)                       |                |
| 2021           | 3e                     | Annemiek van Vleuten (1re)                  |                |
| 2022           | 5e                     | Annemiek van Vleuten (1re)                  |                |
| 2023           | 5e                     | Annemiek van Vleuten (2e)                   |                |
| 2024           | 12e                    | Liane Lippert (30e)                         |                |
|                |                        |                                             |                |
| Source : UCI   |                        |                                             |                |

## Victoires principales

### Compétitions internationales
Jeux olympiques
- Contre-la-montre : 2020 (Annemiek van Vleuten)

 Championnats du monde : 1
- - Course en ligne : 2022 (Annemiek van Vleuten)

### Grands Tours
- Tour d'Italie féminin
  - Participations : 5 (2019-2023)
  - Victoires d'étapes : 6
    - 1 en 2021 : Emma Norsgaard
    - 2 en 2022 : Annemiek van Vleuten (2)
    - 3 en 2023 : Annemiek van Vleuten (3)

  - Victoire finale : 2022 et 2023 (Annemiek van Vleuten)
  - Classement annexes :
    - Classement par points : 2022 et 2023 (Annemiek van Vleuten)
    - Classement de la montagne : 2023 (Annemiek van Vleuten)
- Tour de France Femmes
- Participations : 2 (2022-2023)
  - Victoires d'étapes : 2
    - 2 en 2022 : Annemiek van Vleuten (2)
    - 2 en 2023 : Emma Norsgaard, Liane Lippert

  - Victoire finale : 2022 (Annemiek van Vleuten)

### Championnats nationaux
Cyclisme sur route
- Championnats d'Allemagne sur route : 1
  - Course en ligne : 2023 (Liane Lippert)
- Championnats de Cuba sur route : 2
  - Course en ligne : 2023 (Arlenis Sierra)
  - Contre-la-montre : 2023 (Arlenis Sierra)
- Championnats du Danemark sur route : 3
  - Contre-la-montre : 2021, 2022, 2023 (Emma Norsgaard Jørgensen)
- Championnats d'Espagne sur route : 4
  - Course en ligne : 2018 (Eider Merino), 2019 (Lourdes Oyarbide)
  - Contre-la-montre : 2018 (Mavi Garcia), 2019 (Sheyla Gutiérrez)
- Championnats de France sur route : 1
  - Course en ligne : 2018 (Aude Biannic)
- Championnats de Norvège sur route : 1
  - Contre-la-montre : 2020 et 2021 (Katrine Aalerud)
- Championnats de Pologne sur route : 2
  - Course en ligne : 2018 (Małgorzata Jasińska)
  - Contre-la-montre : 2018 (Małgorzata Jasińska)
- Championnats de Serbie sur route : 4
  - Course en ligne : 2021, 2022 et 2023 (Jelena Erić)
  - Contre-la-montre : 2023 (Jelena Erić)

## Effectif actuel
| Effectif 2025                           | Effectif 2025     | Effectif 2025 | Effectif 2025                             |
| Cycliste                                | Date de naissance | Pays          | Équipe précédente                         |
| --------------------------------------- | ----------------- | ------------- | ----------------------------------------- |
| Olivia Baril                            | 10 octobre 1997   | Canada        | UAE Team ADQ (2023)                       |
| Aude Biannic                            | 27 mars 1991      | France        | FDJ-Nouvelle Aquitaine-Futuroscope (2017) |
| Jelena Erić                             | 15 janvier 1996   | Serbie        | Alé Cipollini (2019)                      |
| Cat Ferguson                            | 27 avril 2006     | Royaume-Uni   | Shibden Hope Tech Apex (2024)             |
| Sheyla Gutiérrez                        | 1 janvier 1994    | Espagne       | Cylance (2018)                            |
| Liane Lippert                           | 13 janvier 1998   | Allemagne     | Team DSM (2022)                           |
| Carys Lloyd                             | 31 décembre 2006  | Royaume-Uni   | Tofauti Everyone Active (2024)            |
| Floortje Mackaij                        | 18 octobre 1995   | Pays-Bas      | Team DSM (2022)                           |
| Ana Vitória Magalhães                   | 24 octobre 2000   | Brésil        | Bepink-Bongioanni (2024)                  |
| Sara Martín                             | 22 mars 1999      | Espagne       | Sopela Women's Team (2020)                |
| Mareille Meijering                      | 11 mars 1995      | Pays-Bas      | Zaaf Cycling Team (2023)                  |
| Paula Patiño                            | 29 mars 1997      | Colombie      | Centre mondial du cyclisme (2018)         |
| Marlen Reusser                          | 20 septembre 1991 | Suisse        | SD Worx-Protime (2024)                    |
| Laura Ruiz Pérez                        | 18 juin 2004      | Espagne       | Eneicat-CMTeam-Seguros Deportivos (2023)  |
| Lucia Ruiz Pérez                        | 18 juin 2004      | Espagne       | Eneicat-CMTeam-Seguros Deportivos (2023)  |
| Arlenis Sierra                          | 7 décembre 1992   | Cuba          | A.R. Monex Women's (2021)                 |
| Claire Steels                           | 9 novembre 1986   | Royaume-Uni   | Israel-Premier Tech Roland (2023)         |
| Paula Ostiz (1 août–31 déc., stagiaire) | 12 janvier 2007   | Espagne       | Café Baqué-Conservas Campos (2025)        |
|                                         |                   |               |                                           |
| Source : ProCyclingStats                |                   |               |                                           |

## Saisons précédentes
- Saison 2020
- Saison 2021
- Saison 2022
- Saison 2023
- Saison 2024